# كايلاش باتيل
كايلاش باتيل (بالإنجليزية: Kailash Patil)‏ هو لاعب كرة قدم هندي في مركز الهجوم، ولد في 16 سبتمبر 1987 في كولهابور في الهند. لعب مع نادي طيران الهند.